# Springville (Alabama)
Pour les articles homonymes, voir Springville.
Springville est une ville américaine située dans le comté de St. Clair en Alabama.
Selon le recensement de 2010, Springville compte 4 080 habitants. La municipalité s'étend sur 8,94 milles carrés (23,15 km2), dont 8,90 milles carrés (23,05 km2) de terres.

## Démographie
| 1880 | 1900 | 1910 | 1920 | 1930 | 1940 | 1950 | 1960 |
| ---- | ---- | ---- | ---- | ---- | ---- | ---- | ---- |
| 185  | 496  | 350  | 450  | 437  | 460  | 553  | 822  |

| 1970  | 1980  | 1990  | 2000  | 2010  | - | - | - |
| ----- | ----- | ----- | ----- | ----- | - | - | - |
| 1 153 | 1 476 | 1 910 | 2 521 | 4 080 | - | - | - |